# Apocephalus acanthus
Apocephalus acanthus är en tvåvingeart som beskrevs av Brown 2000. Apocephalus acanthus ingår i släktet Apocephalus och familjen puckelflugor. Inga underarter finns listade i Catalogue of Life.